# Vladimir Alistrov
Vladimir Aleksandrovitch Alistrov - en russe : Владимир Александрович Алистров - (né le 12 février 2001 à Moguilev en Biélorussie) est un joueur professionnel biélorusse de hockey sur glace. Il évolue au poste d'attaquant.

## Biographie

### Carrière en club
Formé à l'école de glace du club de Moguilev, il est choisi au premier tour, en deuxième position lors de la sélection européenne 2018 de la Ligue canadienne de hockey par les Oil Kings d'Edmonton. Il part alors en Amérique du Nord et évolue deux saisons dans la Ligue de hockey de l'Ouest. En 2020, il passe professionnel avec le HK Dinamo Minsk dans la KHL. Il remporte la Coupe de Biélorussie 2021 et 2022 avec le HK Dinamo Minsk.

### Carrière en équipe nationale
Il représente la Biélorussie au niveau international. Il prend part aux sélections jeunes.

## Statistiques

### En club
| Saison    | Équipe                  | Ligue         |    | Saison régulière | Saison régulière | Saison régulière | Saison régulière | Saison régulière |   | Séries éliminatoires | Séries éliminatoires | Séries éliminatoires | Séries éliminatoires | Séries éliminatoires |
| Saison    | Équipe                  | Ligue         | PJ | B                | A                | Pts              | Pun              | PJ               | B | A                    | Pts                  | Pun                  |                      |                      |
| 2017-2018 | Biélorussie U17         | Biélorussie 2 | 36 | 21               | 29               | 50               | 37               | -                | - | -                    | -                    | -                    |                      |                      |
| 2017-2018 | Biélorussie U18         | Biélorussie 2 | 14 | 10               | 10               | 20               | 33               | 4                | 0 | 0                    | 0                    | 4                    |                      |                      |
| 2018-2018 | Oil Kings d'Edmonton    | LHOu          | 62 | 12               | 26               | 38               | 14               | 16               | 0 | 5                    | 5                    | 0                    |                      |                      |
| 2019-2020 | Oil Kings d'Edmonton    | LHOu          | 57 | 19               | 16               | 35               | 24               | -                | - | -                    | -                    | -                    |                      |                      |
| 2020-2021 | HK Dinamo Minsk         | KHL           | 38 | 1                | 3                | 4                | 15               | 3                | 0 | 0                    | 0                    | 0                    |                      |                      |
| 2020-2021 | HK Dynama-Maladetchna   | Ekstraliga    | 0  | 0                | 0                | 0                | 0                | 2                | 0 | 0                    | 0                    | 0                    |                      |                      |
| 2021-2022 | HK Dinamo Minsk         | KHL           | 44 | 7                | 5                | 12               | 36               | 4                | 0 | 0                    | 0                    | 0                    |                      |                      |
| 2021-2022 | HK Chakhtsior Salihorsk | Biélorussie   | 0  | 0                | 0                | 0                | 0                | 9                | 1 | 5                    | 6                    | 4                    |                      |                      |
| 2022-2023 | HK Dinamo Minsk         | KHL           | 67 | 12               | 17               | 29               | 15               | 6                | 3 | 1                    | 4                    | 2                    |                      |                      |
| 2023-2024 | SKA Saint-Pétersbourg   | KHL           | 39 | 13               | 18               | 31               | 18               | -                | - | -                    | -                    | -                    |                      |                      |
| 2024-2025 | SKA Saint-Pétersbourg   | KHL           | 60 | 3                | 15               | 18               | 25               | 5                | 0 | 1                    | 1                    | 0                    |                      |                      |